# Leiodon cutcutia
Leiodon cutcutia är en fiskart som beskrevs år 1822 av Francis Buchanan-Hamilton. Den ingår i släktet Leiodon och familjen blåsfiskar. Den Internationella naturvårdsunionen (IUCN) kategoriserar arten globalt som livskraftig. Inga underarter finns listade i Catalogue of Life.